# Francisco Antonio Javier de Gardoqui y Arriquíbar
Francisco Antonio Javier de Gardoqui y Arriquíbar, más conocido como Cardenal Gardoqui (Bilbao, 9 de octubre de 1747 - Roma, 27 de enero de 1820) fue un importante eclesiástico y político español.

## Biografía
Nacido en Bilbao en el seno de una acaudalada familia de banqueros, fue hermano del diplomático Diego Gardoqui y Arriquibar. Estudió teología y derecho canónico en Valladolid, donde se doctoró en utroque iure, es decir, derechos civil y canónico. Fue ordenado sacerdote en Madrid el 1 de junio de 1776, en solo 5 años fue nombrado vicario general de Palencia, en 1785 nombrado fiscal de la Inquisicion en Granada y en Valladolid y arcediano de Sagunto y Alarcón. 
Sus vastos conocimientos del derecho y sus dotes oratorias le valieron el nombramiento en 1789, como auditor del tribunal de la Sagrada Rota por el Reino de Castilla. El papa Pio VII le elevó al cardenalato en el consistorio del 8 de marzo de 1816, recibiendo el título de Santa Anastasia. Falleció cuatro años después en Roma, el 27 de enero de 1820, y fue sepultado en la iglesia de su título.

## Política
El cardenal Gardoqui fue una figura muy influyente en su tiempo, tanto en la esfera religiosa como en la política. Fue consejero de los reyes Carlos III y Carlos IV, 
siendo enviado por este último a tomar parte en las negociaciones de la Paz de Amiens en 1802. Se opuso firmemente a la influencia de Napoleón tanto respecto a España como a la Santa Sede.
Redactó junto con su hermano Diego un proyecto para colonizar la Pampa argentina con campesinos vascos.

## Condecoraciones
- Caballero gran cruz de la Orden de Carlos III en 1819.

Una calle de Bilbao, su ciudad natal, lleva su nombre.
Una calle de Valladolid lleva su nombre.